# هوغو ديسكات
هوغو ديسكات (بالفرنسية: Hugo Descat)‏ (مواليد 16 أغسطس 1992) هو لاعب كرة يد فرنسي يلعب في مركز الجناح الأيسر في نادي مونبلييه.

## روابط خارجية
- هوغو ديسكات على موقع الاتحاد الدولي لكرة اليد (الإنجليزية)
- هوغو ديسكات على موقع الاتحاد الأوروبي لكرة اليد (الإنجليزية)
- هوغو ديسكات على موقع الاتحاد الفرنسي لكرة اليد (الفرنسية)
- هوغو ديسكات على موقع اللجنة الأولمبية الدولية (الإنجليزية)
- هوغو ديسكات على موقع أوليمبيديا (الإنجليزية)